# 바다직박구리
바다직박구리(영어: blue rock thrush, 학명: Monticola solitarius)는 참새목 솔딱새과에 속하는 새이다. 

## 생김새

### 수컷 여름깃
몸윗면과 가슴이 파란색이고 배는 적갈색이다. 날개는 검은색이다.

### 수컷 겨울깃
몸윗면이 파란색이고 깃 끝에 검은색과 흰색 반점들이 있다. 

### 암컷
몸윗면이 회갈색이고 푸른색 기운이 있다. 몸아랫면에 엷은 황갈색에서 흑갈색 비늘무늬들이 있다.

## 서식지
유럽 남부에서 일본까지 유라시아 전역에서 번식하고 아프리카, 아라비아반도, 인도, 동남아시아 등에서 월동한다. 주로 암벽이 발달한 해안에서 서서식한다. 

## 아종
바다직박구리는 5아종으로 나눈다. 한국에서 관찰된 아종은 바다직박구리와 푸른바다직박구리 2아종이다.
- M. s. solitarius (Linnaeus, 1758)
- M. s. longirostris (Blyth, 1847)
- 푸른바다직박구리 - M. s. pandoo (Sykes, 1832)
- 바다직박구리 - M. s. philippensis (Statius Müller, 1776)
- M. s. madoci (Chasen, 1940)